# Henri IV (1899)
Henri IV byl predreadnought francouzského námořnictva. Ve službě byl v letech 1903–1921. Účastnil se bojů první světové války, zejména dardanelské kampaně. Byla to první válečná loď mající dvě dělové věže umístěné nad sebou.

## Stavba

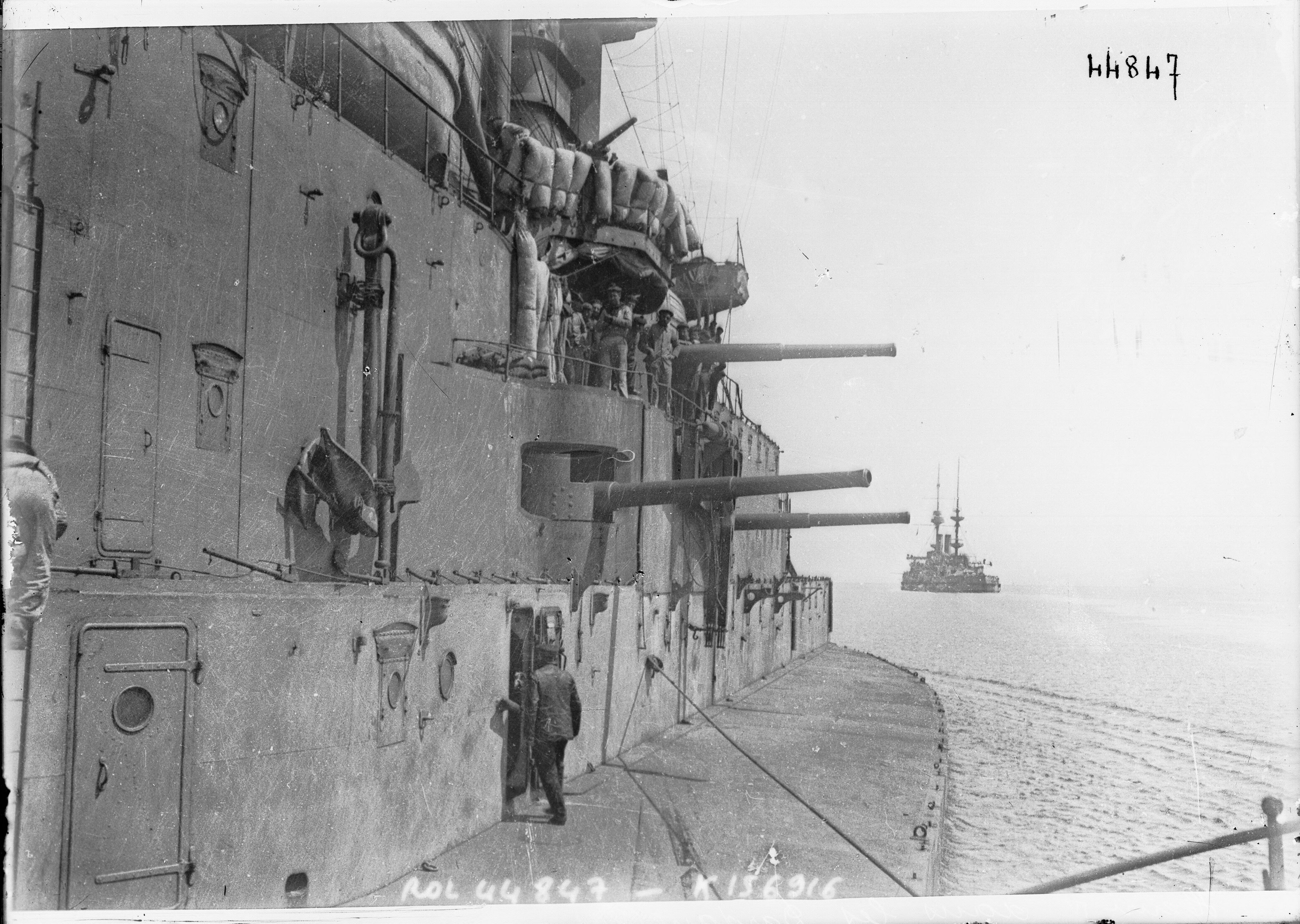
Henri IV

Plavidlo postavila francouzská loděnice Arsenal de Cherbourg v Cherbourgu. Stavba byla zahájena 15. července 1897, na vodu byla loď spuštěna 23. srpna 1899 a do služby byla přijata v září 1903.

## Konstrukce

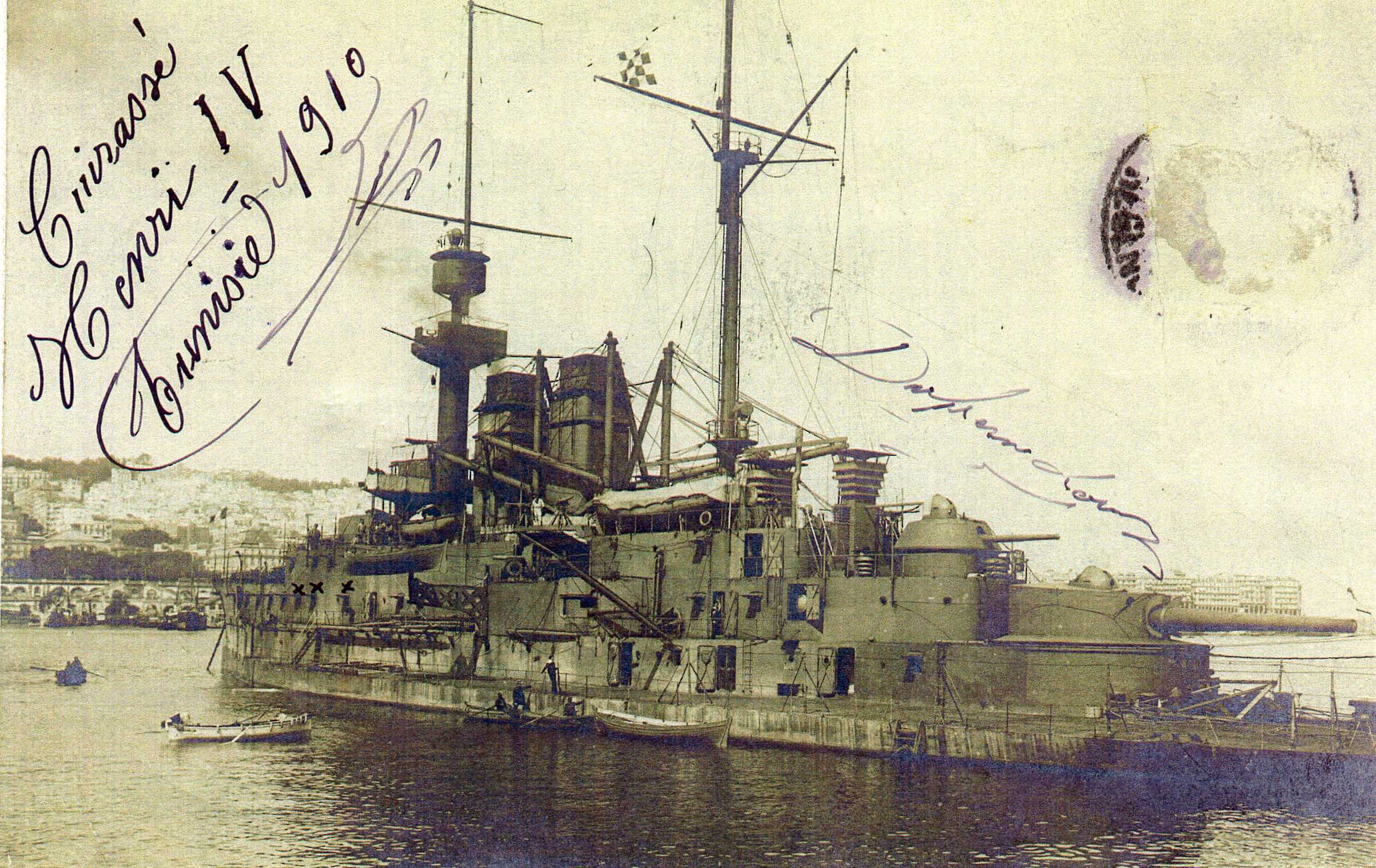
Henri IV

Hlavní výzbroj tvořily dva 274mm kanóny umístěné v jednodělových věžích na přídi a na zádi. Sekundární výzbroj představovalo sedm 138,6mm kanónů, z nichž jeden byl v dělové věži na zádi, čtyři v kasematách a dva v postaveních krytých štíty. Lehkou výzbroj představovalo dvanáct 47mm (3liberních) kanónů a dva 37mm (1liberní) kanóny. Výzbroj doplňovaly dva 457mm torpédomety. Pohonný systém tvořilo 12 kotlů Niclausse a tři parní stroje s trojnásobnou expanzí o výkonu 11 000 hp, které poháněly tři lodní šrouby. Nejvyšší rychlost dosahovala 17 uzlů. Dosah byl 5000 námořních mil při 10 uzlech.